# Ausschuss für wirtschaftliche Zusammenarbeit und Entwicklung
Der Ausschuss für wirtschaftliche Zusammenarbeit und Entwicklung ist ein ständiger Bundestagsausschuss des Deutschen Bundestages.

## Vorgängerausschüsse
In der Namensgebung des Ausschusses vor 1994 spiegelt sich seine Wandlung in Inhalten und Kompetenzen im Laufe der Jahre wider:
- Seit 1994: Ausschuss für wirtschaftliche Zusammenarbeit und Entwicklung
- 1969–1994: Ausschuss für wirtschaftliche Zusammenarbeit
- 1961–1969: Ausschuss für Entwicklungshilfe

## Mitglieder des Ausschusses in der 21. Wahlperiode
| CDU/CSU – Ordentliches Mitglied  | CDU/CSU – Stellvertretendes Mitglied | SPD – Ordentliches Mitglied | SPD – Stellvertretendes Mitglied | AfD – Ordentliches Mitglied | AfD – Stellvertretendes Mitglied | Bündnis 90/Die Grünen – Ordentliches Mitglied | Bündnis 90/Die Grünen – Stellvertretendes Mitglied | Die Linke – Ordentliches Mitglied | Die Linke – Stellvertretendes Mitglied |
| -------------------------------- | ------------------------------------ | --------------------------- | -------------------------------- | --------------------------- | -------------------------------- | --------------------------------------------- | -------------------------------------------------- | --------------------------------- | -------------------------------------- |
| Diana Herbstreuth                | Carsten Brodesser                    | Sanae Abdi *                | Karl Lauterbach                  | Rocco Kever                 | Malte Kaufmann                   | Schahina Gambir *                             | Jan-Niclas Gesenhues                               | Charlotte Neuhäuser               | Mirze Edis                             |
| Philip Hoffmann                  | Susanne Hierl                        | Lars Castellucci            | Siemtje Möller                   | Johann Martel               | Arne Raue                        | Claudia Roth                                  | Ulle Schauws                                       | Gökay Akbulut *                   | Maren Kaminski                         |
| Thomas Rachel                    | Andreas Jung                         | Christoph Schmid            | Serdar Yüksel                    | Matthias Rentzsch           | Martina Uhr                      |                                               |                                                    |                                   |                                        |
| Wolfgang Stefinger, Vorsitzender | Nicklas Kappe                        | Nina Scheer                 |                                  | Denis Pauli                 | Alexander Wolf                   |                                               |                                                    |                                   |                                        |
| Johannes Volkmann                | Carl-Philipp Sassenrath              |                             |                                  |                             |                                  |                                               |                                                    |                                   |                                        |
| Nicolas Zippelius                | Paul Ziemiak                         |                             |                                  |                             |                                  |                                               |                                                    |                                   |                                        |

- * Obleute

## Mitglieder des Ausschusses in der 20. Wahlperiode
Die 24 Mitglieder des Ausschusses setzen sich aus sieben Mitgliedern der SPD-Fraktion, sechs Mitgliedern der Unionsfraktion, vier Mitgliedern der Bundestagsfraktion Bündnis 90/Die Grünen, jeweils drei Mitgliedern der FDP-Fraktion sowie der AfD-Fraktion und einem Mitglied der Linksfraktion zusammen.
Für den Vorsitz wurde ursprünglich der AfD-Abgeordnete Dietmar Friedhoff vorgeschlagen. Nachdem dieser am 15. Dezember 2021 in geheimer Wahl nicht zum Vorsitzenden des Ausschusses gewählt wurde, und die Mitglieder des Ausschusses auch keinen stellvertretenden Vorsitzenden benannt hatten, wurde der CDU-Abgeordnete Thomas Rachel als dienstältester Abgeordnete des Ausschusses mit dem kommissarischen Vorsitz betraut. Auch in einem zweiten Wahlgang am 12. Januar 2022 verfehlte Dietmar Friedhoff die erforderliche Mehrheit. Die Mitglieder des Entwicklungsausschusses wählten dann in geheimer Wahl den FDP-Abgeordneten Christoph Hoffmann zum stellvertretenden Vorsitzenden des Entwicklungsausschusses. Auf ihn entfielen 18 der 19 abgegebenen Stimmen, es gab eine Enthaltung. Christoph Hoffmann nimmt seitdem die Pflichten und Aufgaben eines Ausschussvorsitzenden wahr.
| SPD – Ordentliches Mitglied | SPD – Stellvertretendes Mitglied | CDU/CSU – Ordentliches Mitglied | CDU/CSU – Stellvertretendes Mitglied | Bündnis 90/Die Grünen – Ordentliches Mitglied | Bündnis 90/Die Grünen – Stellvertretendes Mitglied | FDP – Ordentliches Mitglied | FDP – Stellvertretendes Mitglied | AfD – Ordentliches Mitglied | AfD – Stellvertretendes Mitglied | Die Linke – Ordentliches Mitglied | Die Linke – Stellvertretendes Mitglied |
| --------------------------- | -------------------------------- | ------------------------------- | ------------------------------------ | --------------------------------------------- | -------------------------------------------------- | --------------------------- | -------------------------------- | --------------------------- | -------------------------------- | --------------------------------- | -------------------------------------- |
| Sanae Abdi*                 | Lars Castellucci                 | Georg Kippels                   | Hermann Gröhe                        | Deborah Düring                                | Jan-Niclas Gesenhues                               | Knut Gerschau*              | Jens Beeck                       | Dietmar Friedhoff*          | Malte Kaufmann                   | Cornelia Möhring*                 | Anke Domscheit-Berg                    |
| Rainer Keller               | Gabriela Heinrich                | Volkmar Klein*                  | Markus Grübel                        | Kathrin Henneberger*                          | Ulle Schauws                                       | Christoph Hoffmann          | Friedhelm Boginski               | Markus Frohnmaier           | Stefan Keuter                    |                                   |                                        |
| Karamba Diaby               | Rainer Keller                    | Thomas Rachel                   | Susanne Hierl                        | Susanne Menge                                 | Katrin Uhlig                                       | Till Mansmann               | Alexander Graf Lambsdorff        | Edgar Naujok                | Harald Weyel                     |                                   |                                        |
| Manuel Gava                 | Bettina Lugk                     | Wolfgang Stefinger              | Katja Leikert                        | Karoline Otte                                 | Johannes Wagner                                    |                             |                                  |                             |                                  |                                   |                                        |
| Rebecca Schamber            | Nina Scheer                      | Paul Ziemiak                    | Erwin Rüddel                         |                                               |                                                    |                             |                                  |                             |                                  |                                   |                                        |
| Nadja Sthamer               | Martina Stamm-Fibich             | Nicolas Zippelius               | Sabine Weiss                         |                                               |                                                    |                             |                                  |                             |                                  |                                   |                                        |
| Derya Türk-Nachbaur         | Bettina Hagedorn                 |                                 |                                      |                                               |                                                    |                             |                                  |                             |                                  |                                   |                                        |

- * Obleute

## Mitglieder des Ausschusses in der 19. Wahlperiode
Die 24 Mitglieder des Ausschusses setzen sich aus neun Mitgliedern der CDU/CSU-Bundestagsfraktion, fünf Mitgliedern der SPD-Fraktion, jeweils drei Mitgliedern der AfD-Fraktion und der FDP-Fraktion sowie jeweils zwei Mitgliedern der Linksfraktion und der Bundestagsfraktion Bündnis 90/Die Grünen zusammen.
Den Vorsitz hatte Peter Ramsauer (CDU/CSU) inne.
| CDU/CSU – Ordentliches Mitglied | CDU/CSU – Stellvertretendes Mitglied | SPD – Ordentliches Mitglied | SPD – Stellvertretendes Mitglied | AfD – Ordentliches Mitglied | AfD – Stellvertretendes Mitglied | FDP – Ordentliches Mitglied | FDP – Stellvertretendes Mitglied | Die Linke – Ordentliches Mitglied | Die Linke – Stellvertretendes Mitglied | Bündnis 90/Die Grünen – Ordentliches Mitglied | Bündnis 90/Die Grünen – Stellvertretendes Mitglied |
| ------------------------------- | ------------------------------------ | --------------------------- | -------------------------------- | --------------------------- | -------------------------------- | --------------------------- | -------------------------------- | --------------------------------- | -------------------------------------- | --------------------------------------------- | -------------------------------------------------- |
| Volker Kauder                   | Hermann Gröhe                        | Doris Barnett               | Heike Baehrens                   | Dietmar Friedhoff */**      | Jens Kestner                     | Christoph Hoffmann **       | Renata Alt                       | Eva-Maria Schreiber *             | Heike Hänsel                           | Uwe Kekeritz                                  | Margarete Bause                                    |
| Georg Kippels                   | Markus Grübel                        | Florian Post                | Gabriela Heinrich                | Markus Frohnmaier           | Stefan Keuter                    | Olaf in der Beek *          | Alexander Graf Lambsdorff        | Evrim Sommer **                   | Achim Kessler                          | Ottmar von Holtz *                            | Claudia Roth                                       |
| Volkmar Klein */**              | Florian Hahn                         | Sascha Raabe                | Christoph Matschie               | Ulrich Oehme                | Harald Weyel                     | Till Mansmann               | Nicole Westig                    |                                   |                                        |                                               |                                                    |
| Matern von Marschall            | Frank Heinrich                       | Gabi Weber */**             | Sonja Steffen                    |                             |                                  |                             |                                  |                                   |                                        |                                               |                                                    |
| Peter Ramsauer                  | Hans-Georg von der Marwitz           | Dagmar Ziegler              | Ute Vogt                         |                             |                                  |                             |                                  |                                   |                                        |                                               |                                                    |
| Stefan Sauer                    | Klaus-Peter Schulze                  |                             |                                  |                             |                                  |                             |                                  |                                   |                                        |                                               |                                                    |
| Johannes Selle                  | Katrin Staffler                      |                             |                                  |                             |                                  |                             |                                  |                                   |                                        |                                               |                                                    |
| Wolfgang Stefinger              | Albert Stegemann                     |                             |                                  |                             |                                  |                             |                                  |                                   |                                        |                                               |                                                    |
| Peter Stein                     | Alexander Throm                      |                             |                                  |                             |                                  |                             |                                  |                                   |                                        |                                               |                                                    |

- * Obleute
- ** Sprecher

## Mitglieder des Ausschusses der 18. Wahlperiode
Die 21 Mitglieder des Ausschusses setzten sich aus 10 Mitgliedern der CDU/CSU-Bundestagsfraktion, 7 Mitgliedern der SPD-Fraktion, sowie jeweils 2 Mitgliedern der Linksfraktion und der Bundestagsfraktion Bündnis 90/Die Grünen zusammen.
| CDU/CSU – Ordentliches Mitglied | CDU/CSU – Stellvertretendes Mitglied | SPD – Ordentliches Mitglied | SPD – Stellvertretendes Mitglied | Die Linke – Ordentliches Mitglied | Die Linke – Stellvertretendes Mitglied | Bündnis 90/Die Grünen – Ordentliches Mitglied | Bündnis 90/Die Grünen – Stellvertretendes Mitglied |
| ------------------------------- | ------------------------------------ | --------------------------- | -------------------------------- | --------------------------------- | -------------------------------------- | --------------------------------------------- | -------------------------------------------------- |
| Frank Heinrich                  | Klaus-Peter Flosbach                 | Michaela Engelmeier-Heite   | Heinz-Joachim Barchmann          | Heike Hänsel **                   | Christine Buchholz                     | Uwe Kekeritz                                  | Agnieszka Brugger                                  |
| Charles M. Huber                | Manfred Grund                        | Gabriela Heinrich           | Klaus Barthel                    | Niema Movassat *                  | Annette Groth                          | Claudia Roth                                  | Peter Meiwald                                      |
| Georg Kippels                   | Egon Jüttner                         | Josip Juratović             | Marco Bülow                      |                                   |                                        |                                               |                                                    |
| Jürgen Klimke                   | Hartmut Koschyk                      | Bärbel Kofler **            | Axel Schäfer                     |                                   |                                        |                                               |                                                    |
| Sibylle Pfeiffer                | Claudia Lücking-Michel               | Sascha Raabe                | Wolfgang Tiefensee               |                                   |                                        |                                               |                                                    |
| Annette Schavan                 | Hans-Georg von der Marwitz           | Stefan Rebmann              | Manfred Zöllmer                  |                                   |                                        |                                               |                                                    |
| Johannes Selle                  | Peter Ramsauer                       | Gabi Weber                  | -                                |                                   |                                        |                                               |                                                    |
| Peter Stein                     | Johannes Röring                      |                             |                                  |                                   |                                        |                                               |                                                    |
| Dagmar G. Wöhrl                 | Carola Stauche                       |                             |                                  |                                   |                                        |                                               |                                                    |
| Tobias Zech                     | Thomas Stritzl                       |                             |                                  |                                   |                                        |                                               |                                                    |

- * Obleute
- ** Sprecher

## Ausschussvorsitzende
- seit 2025: Wolfgang Stefinger (CSU)
- 2021–2025: vakant (nominiert war Dietmar Friedhoff (AfD), der in geheimer Wahl am 15. Dezember 2021 abgelehnt wurde)[4]; Thomas Rachel (CDU, kommissarisch)
- 2018–2021: Peter Ramsauer (CDU/CSU)
- 2009–2017: Dagmar Wöhrl (CDU/CSU)
- 2005–2009: Thilo Hoppe (Bündnis 90/Die Grünen)
- 1998–2005: Rudolf Kraus (CDU/CSU)
- 1994–1998: Manfred Lischewski (CDU/CSU)
- 1974–1994: Uwe Holtz (SPD)